# Drive Lake
Drive Lake är en sjö i Kanada.   Den ligger i Kenora District och provinsen Ontario, i den sydöstra delen av landet, 1 300 km väster om huvudstaden Ottawa. Drive Lake ligger 395 meter över havet. Arean är 0,30 kvadratkilometer. Den sträcker sig 0,8 kilometer i nord-sydlig riktning, och 0,8 kilometer i öst-västlig riktning.
Omgivningarna runt Drive Lake är en mosaik av jordbruksmark och naturlig växtlighet. Trakten runt Drive Lake är nära nog obefolkad, med mindre än två invånare per kvadratkilometer.